# NGC 932
NGC 932 (другие обозначения — UGC 1931, MCG 3-7-14, ZWG 462.14, NPM1G +20.0087, IRAS02251+2006, PGC 9379, NGC 930) — спиральная галактика (Sa) в созвездии Овен. Открыта Уильямом Гершелем в 1785 году в качестве самого яркого представителя из группы галактик.
26 октября 1872 года Ральф Коупленд сообщил об обнаружении еще одного объекта на расстоянии 60”. В последующих наблюдениях этот объект не упоминался, но Драйер зачислил его как NGC 930 при редакции «Нового общего каталога». Впоследствии идентификация была перепутана, и считалось, что NGC 932 не существует, а вместо него используется NGC 930. Позже было выяснено, что наблюдения Ралльфа не точны, а первооткрывателем галактики является Уильям Гершель. Таким образом, для идентификации объекта необходимо использовать NGC 932. 
Галактика NGC 930 входит в состав группы галактик NGC 976. Помимо NGC 930 в группу также входят ещё 10 галактик.